# Лакове дерево
Лакове дерево (лат. Toxicodendron vernicifluum), відоме також як китайське лакове дерево — вид рослин з роду Toxicodendron (раніше Rhus verniciflua), який росте в Східній Азії, в регіонах Китаю, Кореї і Японії. Дерева вирощуються заради їх токсичного соку, який використовується як дуже міцні лаки.
Дерева ростуть до 20 м заввишки з великими листками, кожен з яких містить від 7 до 19 листівок (частіше 11-13). Сік містить алергенну сполуку урушіол (C14H18O2), яка отримала свою назву від японської назви цього виду — «Urushi».

## Використання
Сік рослини використовується як лак. Одне дерево дає щорічно від 50 до 100 г лаку і живе довго, досягаючи найбільшої лакопродуктивності в 20-40 років. З плодів добувають рослинний віск. Дає цінну лимонно-жовту деревину з красивим малюнком, стійку проти гниття.

### Отриманнялаку

Плоди

На стовбурі 10-річного дерева роблять від 5 до 10 горизонтальних ліній-надрізів, а потім збирають сірувато-жовтий сік, який виділяється. Сік, званий урушіол, фільтрують. Лакування вимагає «сушки» його в теплій, вологій камері або шафі протягом від 12 до 24 годин, де урушіол полімеризується для формування чіткої, твердої і водонепроникної поверхні. У рідкому стані чи навіть його пари може привести до висипів. Після затвердіння такі реакції можливі, але рідше. Свіжий сік викликає запалення шкіри.
Цей лак — один з найміцніших лаків, яким покривають днища кораблів, дерев'яні і металічні вироби, картон і пап'є-маше. Паперові чашки, чайники, вази і коробки, покриті лаком, такі ж міцні як порцелянові, чи ще міцніші, оскільки не б'ються.
Вироби, покриті цим лаком, можуть бути впізнавані за дуже міцним і глянсовим покриттям. Лак має безліч застосувань, деякі загальні застосування включають в себе посуд, музичні інструменти, авторучки, ювелірні вироби, і луки.
Художнє застосування цього лаку може бути тривалим процесом, бо вимагає багато годин або днів ретельних і повторюваних шарів, плюс сушіння. Лак дуже сильний клей.
Сік збирають влітку. На тверду основу з пап'є-маше, бамбука чи деревини наносять декілька шарів лаку і дають висохнути в вологому сховищі. Поверхню прикрашають живописом на основі того ж лаку, іноді з додатками пилу золота, срібла або різьблення, інкрустації іншими матеріалами. Лак привабив майстрів Китаю довготривалістю, твердою поверхнею, нездатністю до пошкоджень від температурних коливань чи агресивних чинників середовища, стійкістю до бактеріальних пошкоджень і здатністю до різних технік обробки. Але техніка трудомістка, тривала за часом, вимагає розподілу етапів на декількох майстрів: так, один лаковий келих для вина з датою 4 рік н. е. виробила бригада з семи майстрів.
Листя, насіння і смоли китайського лакового дерева, іноді використовуються в китайській медицині для лікування від внутрішніх паразитів і для зупинки кровотечі.

## Див.також
- Контактний дерматит, спричинений урусіолом
- Олія тунга